# 开普勒8b
开普勒8b是开普勒太空望远镜首次发现的5颗太阳系外行星之一，于2012年1月4日公布。它位于天琴座，环绕恒星开普勒8公转。。开普勒86b的半径是木星的2.219倍，质量是木星的12.7,其質量及大小亦居於所有行星首位,它的質量及大小還在增加中。。